# Paramount+
Paramount+，前身为CBS All Access，在澳大利亚其旧称为10 All Access，是美国隨選視訊OTT服务流媒体平台，由派拉蒙全球旗下的派拉蒙流媒体拥有并运营，提供电影、电视剧、新闻、卡通及喜剧节目的点播，涵盖CBS电视台新播出的原创内容及维亚康姆CBS资料库的内容，在美国部分地区还会提供当地CBS隶属主要频道的流媒体直播。
于2014年10月28日上线時稱為CBS All Access，其后因2019年CBS与维亚康姆重组而改名为Paramount+，新上线的服务也在国际市场推出，重新上线当天登陆拉丁美洲及原版现存的加拿大，3月25日登陆北欧地区，8月11日登陆澳大利亚。

## 历史

### CBS All Access时期

由2014年10月28日使用至2021年3月4日品牌重组前的CBS All Access的商标

CBS All Access于2014年10月28日上线，含广告版月费5.99美元，无广告版9.99美元。该平台于2014年10月26日正式公布，为美国广播电视台提供的首个OTT服务，最初涵盖电视台现存的流媒体门户网站CBS.com及面向智能手机及平板电脑的移动应用程序。CBS All Access于2015年4月7日登陆Roku，5月14日登陆Chromecast。除了提供CBS过往节目及现有节目的全集点播，服务还实时直播194个市场CBS分支机构的节目，涵盖全美92%的节目（包括辛克莱广播集团、Hearst Television、Tegna Media、Nexstar Media Group、Meredith Corporation、Griffin Communications、Gray Television、Weigel Broadcasting和Cox Media Group及服务发行集团CBS电视台），以及东南联盟和國家美式橄欖球聯盟的体育赛事。然而部分赛事由于没有流媒体版权，无法在平台上播出，包括PGA巡回赛、部分地方的NFL季前赛及通过《CBS体育大观》转播的中介节目。另外，部分由联播方或商业广告制作方持有网络播出权的联播資訊型廣告节目也不在平台上播出。就转播节目的性质而言，CBS本地附属公司提供的流媒体直播也包括广告，也设有去广告计划。
2016年12月1日，CBS与NFL达成协议，宣布从2016年NFL赛季第13周开始，在CBS All Access上线NFL的的比赛。当时，威訊無線与NFL联盟签订独家无线转播协议，其他通讯服务商的移动设备无法观看NFL的赛事。2018年NFL赛季，威訊無線与NFL的新独家协议结束，CBS All Acess开始向所有移动设备提供NFL赛事，包括超级碗。
2017年2月，平台订户接近150万。8月，CBS计划将平台拓展至美国以外地区，加拿大将是服务的首个海外市场。不久后，平台登陆澳大利亚，促使CBS购买了当地的免费电视台十號電視網。
2017年9月，《星際爭霸戰：發現號》在CBS平台首播，使得平台创下多项历史，包括单日、单周和单月最大注册订户数，此前的单日最高纪录出现在2017年格莱美奖颁奖典礼当天。CBS表示，这是因为《星际迷航》的粉丝群体很热情，纷纷愿意去注册服务，观看这部剧。
在《星際爭霸戰：發現號》的推动下，到2018年初，平台订户突破200万。第60届格莱美奖也助推注册数，创下平台自《发现号》首播以来第二高的单日注册量。2018年4月，平台正式在加拿大推出。
2018年12月，平台以10 All Access的名义登陆澳大利亚，与十号电视网旗下的点播及直播流媒体平台10 Play同步上线，包括十号电视网和CBS的节目。CBS的节目在10号旗下频道播出后，可以在All Access上观看。All Access只有一种付费方案，不设广告，不像CBS All Access。
2019年1月，CBS宣布单周末录得订户数的最大增长，比《发现号》首播时增加了72%，原因为该剧第二季首播，以及AFC锦标赛开锣（平台为该联盟带来了最大的观众群体）。一个礼拜后的第五十三屆超級碗再度刷新订户纪录，增长84%。

### CBS和维亚康姆重组
2019年11月25日，CBS和维亚康姆重组，CBS All Access宣布纳入尼克儿童频道、Boat Rocker Studios和WildBrain等合作伙伴的节目，进一步扩展儿童节目的数量。
2020年1月，All Access登陆Xfinity的Flex平台，同年12月登陆X1平台。
2020年2月6日，全国广播公司商业频道指维亚康姆CBS正商讨组建规模更大的流媒体平台，将CBS All Access的内容与派拉蒙影业、维亚康姆CBS国内传媒网和Pluto TV的资源整合。新服务不含广告，另设与Showtime電視網流媒体平台捆绑的服务。公司会保留现有的流媒体平台，同时向其他平台的用户推广新服务。维亚康姆CBS在2月20日的公司财报电话会议中部分简述上述计划，表示拓展后的All Access将以“全家桶”形式提供内容，中档计划捆绑Pluto TV（之后仍保持免费）和Showtime的OTT服务，“在（All Access的）基础上增加更广泛的内容”。扩充的服务包括音乐电视网、尼克儿童频道、喜剧中心、黑人娱乐电视台和史密森频道的内容，以及派拉蒙电影电视部门与CBS媒体投资公司的3万集电视剧和1000部电影作品，新闻及体育赛事直播也会有所增加。据悉新服务将在同年晚些时候“软（重新）发行”，定价计划或上线确切日期未公布。维亚康姆CBS也会继续将电视和电影内容授权给其他同行平台。
2020年5月7日，CBS All Access開始加入电影點播，其中率先上架的是派拉蒙影业的100部电影。维亚康姆CBS宣布平台会在12个月内扩充到海外市场。7月30日，加入维亚康姆CBS国内传媒网的节目，向用户界面引入指向其他品牌的入口，同时透露此前计划于尼克儿童频道首播的动画片《珊瑚营地》将于2021年在平台首播。通过此次扩军，平台将于2021年初从CBS旗下的平台独立，多用户配置及家长控制功能于2020年尾上线。

### Paramount+时期
2020年9月15日，宣布CBS All Access将在2021年改名为Paramount+，同时进军更多海外市场。维亚康姆CBS首席执行官羅伯特·巴基什（Bob Bakish）表示派拉蒙“不只是一個深受全球消费者喜爱的标志性传奇品牌，更是质量、完整与世界级作品的代名词”。新平台的节目包括《真实犯罪心理》、《MTV的音乐大幕后 – The Top 40》、BET电视剧《橄榄球之恋》的重拍版、泰勒·謝里丹的《Lioness》、改编自艾伯特·S·鲁迪拍摄《教父》经历的电视剧《The Offer》。
2021年1月19日，消息指Paramount+将于3月4日上线，相关细节于2月24日的投资者活动上公布。公司表示，服务重装上线时，第二第三代Apple TV的用户无需更新应用程序。维亚康姆CBS在活动中表示2021年派拉蒙影业的院线新片（包括《噤界II》、和《汪汪队立大功大电影》等）在院线上映45天后，会上线该平台，其他院线片在下映后也会上架平台。另外，在合作电视网Epix播出的其他影片播毕后，也会上架平台。
2021年3月4日，Paramount+正式上线，届时将推出更多的流媒体内容，并进一步进行品牌重塑工作。维亚康姆CBS决定在瑞典、挪威、丹麦和芬兰关闭剛推出不到一年的独立版Paramount+流媒体服务和Paramount Network，并将其与2022年新推出的SkyShowtime合并。

## 节目

### 原创节目
2015年11月2日，CBS All Access公布首个原创电视剧将是《星际迷航》，2017年上线。
2016年5月18日，《「法」妻》番外篇公布，克莉絲汀·巴倫絲基扮演主角黛安·洛克哈特。该部名为《傲骨之战》的电视剧，于2017年2月19日在CBS电视台首播，剩余九集在All Access独家播出。由于《星际迷航》电视剧延期至2017年秋播出，该剧成为平台的首部原创电视剧。
2016年8月25日，《老大哥》网络版宣布于2016年秋登陆平台，成为平台首部独家CBS电视剧，是首个在流媒体平台独家播出的真人秀节目。
2019年2月，平台宣布开发改编自《銀河飛龍》角色让-吕克·皮卡尔船长的电视剧，预计在年底前播出。这部名叫《星際爭霸戰：畢凱》的电视剧最终于2020年1月23日首播。其他原创节目包括杨紫琼的未定名项目、《星际迷航：发现号》、《傲骨之战》和《陰陽魔界》的续集。
2020年8月6日，动画片《星際爭霸戰：底層甲板》上线平台。
通过扩军计划加入的《海綿寶寶：奔跑吧》和《珊瑚营地》于2021年在平台首播。2021年1月28日，消息指两部动画片将于2021年3月4日新平台上线当天同步播出，其中《珊瑚营地》同日开放租借。
2021年2月25日，维亚康姆CBS宣布改编自Xbox电子游戏《最後一戰系列》的同名电视剧于2022年第一季度在Paramount+独播。公司还宣布平台将上线其他经典作品的新作，包括《闪电舞》、《歡樂一家親》、《爱卡莉》、《癟四與大頭蛋》和《雷诺911！》。
2021年5月，CBS宣布预计同年秋播出的电视剧《海豹突击队》第五季会在前四集播毕后，移至平台播出。《惡靈偵探》第二季会在平台独播。

### 体育节目
2019年11月，CBS宣布获得欧洲冠军联赛和欧足联欧洲联赛在美国的流媒体转播权，合约从2021至22赛季生效，2023至24赛季结束。但受2019冠状病毒病欧洲疫情影响，2019至20赛季被迫暂停，原转播方特纳体育将合约提前转让出去，使得CBS提前获得播放权。
2020年3月，CBS和國家女子足球聯賽达成为期三年的转播协议，联盟赛事将由CBS电视网、CBS体育电视网和CBS All Access转播。
2021年2月，CBS执行长乔治·奇克斯（George Cheeks）宣布增加NFL和欧足联赛事，同时自2021年6月中北美洲及加勒比海國家聯賽决赛开始，转播200多场中北美洲及加勒比海足球協會的足球赛事，以及阿根廷顶级联赛阿根廷足球甲级联赛300场赛事和巴西足球甲级联赛350场赛事。2021年3月，平台买下意大利顶级联赛意大利足球甲级联赛的转播权。根据NFL与CBS续签的协议，Paramount+将于2021年到2033年继续转播赛事。

### 联播与历史节目
CBS的节目首播结束后，一般可以在CBS.com和Paramount+实时观看重播。
Paramount+提供大多数播映中节目的回看，包括拥有全季播映权的节目和其他CBS媒体投资公司的经典节目。经典节目包括曾由原派拉蒙电视为CBS及其CBS收购电视台播出的节目，含《星際爭霸戰》、《歡樂酒店》、《百戰天龍》、《雙峰》和《CSI犯罪現場：邁阿密》。平台还提供CBS节目及其他特别活动的幕后花絮，以及真人秀《老大哥》的直播及特别内容（从2015年6月的第17季开始）。
2017年4月中旬，派拉蒙影業、米高梅、索尼影視娛樂、塞繆戈溫電影公司和CBS影业的电影作品上线平台，包括《星际迷航》系列电影。2020年5月7日，CBS All Access增加100部派拉蒙影业作品。
2019年8月，CBS All Access通过购买美国地区播放权，增加儿童节目数量，包括《神勇小白鼠》原版及2015年新版、《天降美食》動畫版和WildBrain的《神探加杰特》及《神探加杰特周游世界》、《建築師巴布》原版及新版和《口袋小宝莉》。
2020年7月30日，平台增加维亚康姆CBS国内传媒网的56部作品。

## 国际版
“Paramount+”原为电影点播平台，2017年首先在北欧地区推出，之后三年登陆波兰、匈牙利、拉丁美洲和俄罗斯。
在美国以外地区，平台目前在澳大利亚、加拿大、拉丁美洲、波兰（名为“Paramount Play”）、匈牙利、中东和北欧地区推出。受节目版权及现有内容协议限制，部分节目不在所有地区同步上线，或是部分集数推迟上线。例如《星际迷航：发现号》等节目在加拿大由貝爾傳媒持有版权，以旗下的英语频道CTV Sci-Fi和法语频道Z，以及流媒体平台Crave播出。《珊瑚营：海綿寶寶那些年》《网络小主播》（iCarly）《天降美食》及Paramount+所有原创儿童及家庭节目按照先前的合作协议，由康力斯娛樂持有版权，在旗下的YTV和Treehouse电视台播出。
2020年8月，维亚康姆CBS宣布利用CBS All Access的技术结构，于2021年（据称是9月）以Paramount+的名义拓展海外市场。新服务包括CBS All Access和Showtime电视网的原创节目，外加派拉蒙影业的节目，具体内容依市场而定。服务计划于澳大利亚上线，取代10 All Access，之后在北欧和拉美重新登陆，之后在登陆波兰、俄罗斯、匈牙利及欧洲其他部分地区。在澳大利亚，重新上线的服务将负责首播Showtime的新节目，目前由Stan播出的节目仍由该公司负责转播，直至协议到期。
维亚康姆确认CBS All Access的加拿大版于2021年3月4日更名为Paramount+，但其扩展内容同年後期才上线。
中东版本由付费电视服务商Orbit Showtime Network负责提供，並取代已停播的中东版派拉蒙频道。该版本包括上述频道及Nickelodeon、Comedy Central和MTV的内容。
在印度，Paramount+的原創節目以及Showtime和CBS的節目在將由合資公司Viacom18旗下Voot Select提供。
2021年8月，康卡斯特宣布與ViacomCBS達成協議，推出聯合流媒體服務SkyShowtime，結合了Paramount、Sky和NBC環球的節目庫，以及Peacock和Paramount+的原創節目。該服務預計將在20個較小的歐洲地區提供，包括四個北歐國家以及匈牙利和波蘭，並取代Paramount+。
韓國版本則由CJ ENM旗下TVING提供，並於2022年推出，成為Paramount+於亞洲地區首個推出的國家。
Paramount+在2022年6月22日登陆英国和爱尔兰。
Paramount+於2023Q1宣稱：將會於2024年登陸東南亞、香港、澳門、台灣、中東及非洲地區。實際直至2025都尚未登陸。